# John Ousterhout

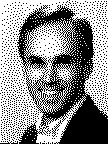
John Ousterhout

John Ousterhout (ur. 15 października 1954 w Solano County) – amerykański programista i profesor informatyki na uniwersytetach Berkeley i Stanford, twórca języka skryptowego tcl oraz jego uzupełnienia tk w postaci wieloplatformowej biblioteki, służącej do budowania graficznych interfejsów użytkownika.
W 1987 roku został uhonorowany Nagrodą Grace Murray Hopper, a w 1994 został honorowym członkiem prestiżowego towarzystwa informatycznego - Association for Computing Machinery.
Jest założycielem i dyrektorem generalnym firmy Electric Cloud.

## Publikacje
- John K. Ousterhout, A philosophy of software design, First edition, Palo Alto, CA: Yaknyam Press, 2018, ISBN 978-1-7321022-0-0 [dostęp 2024-10-11]. Brak numerów stron w książce